# Aline Hirsch
Aline Hirsch (* 13. Juli 1988 in Karl-Marx-Stadt, heute Chemnitz) ist eine deutsche Basketballspielerin.

## Sportliche Laufbahn
Ihre sportliche Ausbildung begann bei dem Sportverein TSV Flöha unter der Aufsicht von Andreas Beck. Später wurde ihr Mentor Andreas Kretzschmar, als sie nach Chemnitz zu dem damaligen Verein BG Chemnitz wechselte. Sie besuchte außerdem das Sportgymnasium Chemnitz, machte ihren Abschluss aber an der MS Gablenz.
Auf der Guard-Position spielte sie 2003 bis 2006 der deutschen U-16- und U-18-Nationalmannschaft der Frauen. Mehrfach gewann sie im Jugendbereich Titel als Deutscher Meister und Vizemeister. Außerdem nahm sie 2004 an der Schul-WM in Brasilien und der Junioren-EM teil.
Am 25. September 2004 hatte sie als 16-Jährige ihren ersten Einsatz im Profiteam der ChemCats Chemnitz in der 2. DBBL im Spiel gegen die BG Zehlendorf und wurde im selben Jahr mit den Basketgirls Chemnitz (U20) deutscher Meister. In der nächsten Saison wechselte Aline Hirsch zum Ligakonkurrenten Burgaupark Ladybaskets des TuS Jena und wurde zu einer der größten Stützen im Team. Nach nur einer Spielzeit Saison kehrte Hirsch zurück zu den aufgestiegenen ChemCats Chemnitz und spielte dort 2006/2007 in der 1. Bundesliga.

### Trainerin
Im Sommer 2019 machte Hirsch ihre Trainer B Lizenz und kehrte als Nachwuchs - Leistungstrainerin zurück nach Chemnitz. Seitdem ist sie bei ihrem einstigen Jugendverein, den Chemcats Chemnitz, hauptamtliche Trainerin.

## Stationen
- 2004–2005: ChemCats Chemnitz (2. DBBL Nord)
- 2005–2006: TuS Jena Burgaupark Ladybaskets (2. DBBL Nord)
- 2006–2007: ChemCats Chemnitz (1. DBBL)
- 2019–2020: ChemCats Chemnitz (1. Trainerstation)

## Erfolge
- Nationalmannschaftskader U16/U18
- Junioren-EM-Teilnahme 2004
- Schul-WM-Teilnahme 2004
- Vize-Weltmeister 2004
- Achtmaliger Deutscher Meister
- Viermaliger Deutscher Vizemeister